# Ла Спина, Грей
Гре́й Ла Спи́на (англ. Greye La Spina; 10 июля 1880 — 9 июля 1969) — американская писательница в жанре литературы ужасов, создательница более сотни рассказов, романов и одноактных пьес. Настоящее имя (в девичестве) — Фанни Грей Брэгг.
Её рассказы появлялись в популярных американских журналах Metropolitan, Black Mask, Action Stories, Ten-Story Book, The Thrill Book, Weird Tales, Modern Marriage, Top-Notch Magazine, All-Story, Photoplay и во многих других подобных изданиях.

## Биография
Фанни Грей Брэгг родилась 10 июля 1880 года в Уэйкфилде, Массачусетс, в семье методистского священника. В 1898 году вышла замуж за Ральфа Гейслера, родила дочь Селию (1900). На следующий год её муж умер. В 1910 году вторично вышла замуж за барона Роберта Ла Спина, итальянского аристократа.

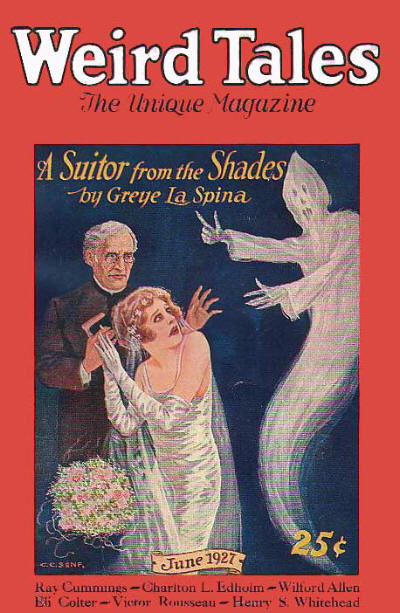
Иллюстрация к рассказу «A Suitor from the Shades» на обложке журнала Weird Tales (июнь 1927)

Первый рассказ Грей Ла Спины «Волк в степи» был продан журналу Thrill Book в 1919 году. В 1921 году она заняла второе место на конкурсе коротких рассказов в журнале Photoplay. Первая книга Ла Спины — роман «Нашествие из Тьмы» (англ. Invaders from the Dark, 1925), опубликована издательством Arkham House в 1960 году.

## Избранные произведения
- На помощь![5] (англ. From Over the Border) — рассказ 1919 года, The Thrill Book
- Окончательный ингредиент (англ. The Ultimate Ingredient) — рассказ 1919 года, The Thrill Book
- Черепаховый кот (англ. The Tortoise-Shell Cat) — рассказ 1924 года, Weird Tales, ноябрь
- Шарф возлюбленного (англ. The Scarf of the Beloved) — рассказ 1925 года, Weird Tales, февраль
- Нашествие из Тьмы (англ. Invaders from the Dark) — роман 1925 года, Weird Tales, апрель — июнь
- Горгулья (англ. The Gargoyle) — рассказ 1925 года, Weird Tales, сентябрь — ноябрь
- Узник (англ. Fettered) — роман 1926 года, Weird Tales, июль — октябрь
- Врата силы (англ. The Portal to Power) — роман 1931 года, Weird Tales, декабрь 1930 — январь 1931
- Бассейн дьявола (англ. The Devil’s Pool) — рассказ 1932 года, Weird Tales, июнь
- Зловещая картина (англ. The Sinister Painting) — рассказ 1934 года, Weird Tales, сентябрь
- Грузовик смерти (англ. The Dead Wagon) — рассказ 1937 года, Weird Tales, апрель
- Рыжеволосая Смерть (англ. Death Has Red Hair) — рассказ 1942 года, Weird Tales, сентябрь
- Явление Великого Пана (англ. Great Pan Is Here) — рассказ 1943 года, Weird Tales, ноябрь
- Салфеточка (англ. The Antimacassar) — рассказ 1949 года, Weird Tales, май
- Старый мистер Уайли (англ. Old Mr. Wiley) — рассказ 1951 года, Weird Tales, март